# Fehmarnbelt-kapcsolat
A Fehmarnbelt-kapcsolat (dánul: Femern Bælt-forbindelsen, németül: Fehmarnbelt-Querung) egy tervezett alagút (korábbi tervváltozatokban híd) a balti-tengeri Fehmarnbelt tengerszoros alatt, a Németországhoz tartozó Fehmarn és a dániai Lolland között.

## Története
A két állam 2008. szeptember 3-án államszerződést kötött a Fehmarnbelt híd felépítéséről. A 18 km széles szorost átívelő híd a tervek szerint 2018-ra készülhetett volna el. A terveket 2011-ben alagútra módosították, mert így kevésbé zavarja a hajóforgalmat és az élővilágot, valamint a költségei is alacsonyabbak lehetnek. Az alagútban kétvágányos vasúti pálya és kétszer két sávos közút kapna helyet. Az alagút építése 2021 január 2-án kezdődött, a kapcsolódó vasútvonalak felújítása már 2019-ben megkezdődött. Az alagút és a hozzá vezető vasútvonal felújítása előreláthatólag 2029-ban készül el teljesen.
2016-ban az építési költségeket 7,1 milliárd euróra (mintegy 2600 milliárd forintra) becsülték. További 3,5 milliárd euróra becsülték annak költségeit, hogy a német oldalon Fehmarnt bekapcsolják a német autópályahálózatba.
Ha elkészül, az alagút egy órával csökkenti majd a menetidőt közúton és két órával vasúton Hamburg és Koppenhága között, ami jelenleg 4-5 órás utat jelent.

## Építése
Az alagút előre gyártott vasbeton elemekből készül majd, melyet a szárazföldön építenek meg, majd hajóval a kívánt helyre úsztatnak, végül elsüllyesztik a tengerben. A tenger fenekén egy kőágyat alakítanak ki először az alagútelemek számára, majd erre kerülnek az előregyártott elemek. Végül a kész alagutat biztonsági okokból ismét betemetik.

## Technikai jellemzői
Az alagút teljes hossza 18 km lesz. Kétszer két sávos autópálya és egy kétvágányos vasútvonal halad majd keresztül rajta. Az autópálya két különböző irányú forgalmi sávja külön-külön alagútban halad majd, ezek mellé egy szerviz/menekülő alagút kerül majd, végül a vasút kétszer egyvágányos alagútja. Így összesen öt, egymástól elszeparált alagutat tartalmaz majd a nagy alagút.